# Les Monstres (film, 1963)
Pour les articles homonymes, voir Les Monstres.
Série
Les Nouveaux Monstres
(1977)
Pour plus de détails, voir Fiche technique et Distribution.
Les Monstres (I mostri) est un film italien à sketches sorti en 1963, réalisé par Dino Risi.

## Synopsis
Les monstres, film conçu sous la forme de dix-neuf sketches, met en scène des « monstruosités » petites ou grandes, les mesquineries ou mensonges de stéréotypes italiens des années 1960. Les anecdotes racontées par le cinéaste proviennent toujours d’une observation de la vie contemporaine.

## Fiche technique
- Titre : Les Monstres
- Titre original : I mostri
- Réalisation : Dino Risi
- Scénario et mise en scène : Agenore Incrocci, Ruggero Maccari, Elio Petri, Dino Risi, Furio Scarpelli et  Ettore Scola
- Pays d'origine :  Italie et  France
- Production : Mario Cecchi Gori
- Société de Distribution : LCJ Éditions et Productions
- Musique : Armando Trovajoli
- Image : Alfio Contini
- Son : Fausto Ancillai et Guido Ortenzi
- Décors : Arrigo Breschi (it)
- Costumes : Ugo Pericoli (it)
- Montage : Maurizio Lucidi
- Format : Noir et blanc - 35 mm - 1.85:1 - Son mono - Rapport de forme : 1.85 : 1
- Genre : Comédie noire
- Durée : 115 minutes
- Langue d'origine : italien
- Année de tournage : 1963
- Dates de sortie : 
  - France : 5 avril 1964 (Mar del Plata Film Festival) ; 27 mai 1964
  - Italie : 30 octobre 1963 (à Turin) ;  31 octobre 1963
- Affiche : Macario Gómez Quibus (Espagne)

## Distribution

### La Bonne Éducation
- Ugo Tognazzi
- Ricky Tognazzi

Un père inculque à son jeune fils ses propres principes moraux.

### Le Monstre
- Vittorio Gassman
- Ugo Tognazzi

Arrestation d'un monstrueux assassin.

### Comme un père
- Ugo Tognazzi
- Lando Buzzanca
- Rosemarie Dexter : Luciana

Un homme frappe à la porte d'un ami en pleine nuit. Il s'inquiète car son épouse rentre tard le soir. Il la soupçonne de le tromper...

### Rapt
- Vittorio Gassman
- Maria Mannelli

Le cinéma a ses exigences. Pour le tournage d'une scène, un réalisateur engage un groupe d'hommes afin qu'il enlève une vieille dame dans le but de la faire plonger dans une piscine.

### Le Pauvre Soldat
- Ugo Tognazzi
- Mario Laurentino

Un soldat apprend que sa sœur a été assassinée. Il va sur les lieux du crime afin de pouvoir connaître l'histoire du crime et celle de sa sœur qui a connu d'éminents hommes politiques. Au nom de la recherche de la vérité, en fait pour de l'argent, il décide d'aller voir un journaliste.

### Une vie de chien
- Vittorio Gassman
- Angela Portaluri

Un père de famille rentre du travail dans un bidonville romain. Il tente de faire vivre sa famille nombreuse malgré la misère mais l'argent manque cruellement. Lorsqu'il annonce à sa femme qu'il compte trouver du travail, il s'en va assister à un match de football.

### La Journée d'un parlementaire
- Ugo Tognazzi
- Carlo Kecler
- Ugo Attanasio

Un député vaque à ses multiples occupations pour échapper à un général intègre.

### Sur le sable
- Vittorio Gassman
- Ugo Tognazzi
- Luciana Vicenzi

Séducteurs italiens à la plage.

### Un Témoin volontaire
- Vittorio Gassman
- Ugo Tognazzi
- Marisa Merlini
- Carlo Ragno

Un homme décide de témoigner contre un accusé au grand dam de l'avocat de la défense mais celui-ci sait comment contrer les arguments qu'il avance.

### Les deux orphelins
- Vittorio Gassman
- Daniele Vargas

Deux mendiants essaient de s'attirer les faveurs des passants.

### L'Embuscade
- Ugo Tognazzi

Brillante chorégraphie urbaine autour d'un contractuel.

### La Victime
- Vittorio Gassman
- Rika Dialina
- Françoise Leroy

L'amant veut rompre mais préfère que sa maîtresse le lui demande.

### L'inauguration
- Ugo Tognazzi

Une auto flambant neuve... mais pour quoi faire ?

### La Muse
- Vittorio Gassman
- Salvatore Borgese
- Jacques Herlin

Les jurés d'un prix littéraire débattent sur le nom du prochain lauréat...

### On oublie vite
- Ugo Tognazzi
- Luisa Rispoli

Un couple se rend au cinéma pour regarder un film sur la Seconde Guerre mondiale en prêtant davantage attention aux décors.

### La Rue est à tout le monde
- Vittorio Gassman

Que l'on soit piéton ou au volant...

### L'Opium du peuple
- Ugo Tognazzi
- Michèle Mercier
- Marino Masè

Un « drogué » de télé ne se préoccupe de rien d'autre au point de ne pas savoir que sa femme le trompe pendant son émission préférée.

### Le Testament de saint François
- Vittorio Gassman
- Riccardo Paladini

Coquetterie télévisuelle

### Le Noble Art
- Vittorio Gassman
- Ugo Tognazzi
- Mario Brega
- Nino Nini
- Ottavio Panunzi
- Lucia Modugno

Deux "loosers", un boxeur à la retraite et un entraîneur fauché, s'associent pour un dernier combat.

## Autour du film
- Un vingtième sketch est présent dans certaines versions et se place en deuxième position. Son titre est La Recommandation dans lequel Vittorio Gassman téléphone distraitement à un imprésario de ses connaissances, afin de lui recommander un acteur modeste...
- Dans l'épisode La Journée d'un parlementaire, le personnage principal a été inspiré par Giorgio La Pira , maire démocrate-chrétien de Florence, qui vivait dans un couvent et portait des chaussettes blanches.
- Le premier sketch (La Bonne Éducation) contient un lot savoureux de préceptes édictés doctement par Tognazzi à l'attention de son fils : « Le monde est rond et qui ne flotte pas coule au fond » (« Il mondo è tondo e chi non sa stare a galla va a fondo ») ou encore « Celui qui frappe en premier frappe toujours deux fois » (« Chi picchia per primo picchia due volte »)[2].
- La bande-originale du film composée par Armando Trovajoli contient la chanson Samoa Tamure (en français Samoa Tamouré), qui figure aussi dans la scène du bal du Réveillon de la Saint-Sylvestre du film 9 Mois ferme, réalisé en 2013 par Albert Dupontel. Ce titre est interprété dans sa version originale par le chœur à huit voix I Cantori Moderni, fondé en 1961 par Alessandro Alessandroni.
- Le sketch sur le sable (également connu comme « latin lovers ») où deux dragueurs impénitents et « chauds latins » (Gassman et Tognazzi ) entreprennent des de « subtiles manoeuvres d'approche » simultanées vers la même jolie vacancière bronzant sur le sable (Luciana Vincenzi)... qui les laisse finalement Gros-Jean comme devant... et « entre hommes », est rythmée par le « tube de l'été » italien de 1963 (les italiens parlent de « Tormentone dell estate » qui peut  se comprendre comme « grosse tempête » ou « grand tourment » tant elle est inévitable), une chanson du chanteur de charme Edoardo Vianello intitulée Abbronzatissima qui se vendit à plus de 6 millions et demi d'exemplaires[3].
- En 1977 et dans un contexte politique et social différent (les années de plomb, la libération des mœurs de l'après mai-68, les tensions au Moyen-Orient, le fondamentalisme catholique de Monseigneur Lefèvre et la réapparition du Néo-Fascisme), un autre film à sketches a été tourné (en couleurs) par Dino Risi, mais aussi par Mario Monicelli et Ettore Scola. Intitulé Les Nouveaux Monstres en hommage au film de 1963, il en est le digne continuateur mais avec un style plus en prise avec l'actualité de l'époque. La vedette féminine la plus marquante est la très belle Ornella Muti qui figure dans plusieurs sketches.
- L’inégale qualité des histoires racontées fait l’objet de critiques. Les spectateurs exigent des changements de tensions et des ruptures de ton tandis que le cinéaste, lui, préfère continuer à illustrer le thème annoncé par le titre, en conservant continuellement une unité de comique grinçant uniforme[1].